# Grgur Peštalić
Grgur Peštalić (Vaskút, 1755. június 12. - Baja, 1809. február 1.) bunyevác irodalmár. Verseket és filozófiai műveket írt.
A műveiben a horvát nyelvet szlovin nyelvnek nevezte.